# Oxyothespis tricolor
Oxyothespis tricolor är en bönsyrseart som beskrevs av Lucien Chopard 1941. Oxyothespis tricolor ingår i släktet Oxyothespis och familjen Mantidae. Inga underarter finns listade i Catalogue of Life.